# Albernoa
 Albernoa  ist ein Ort und eine ehemalige Gemeinde (freguesia) in Portugal im Landkreis und Bezirk von Beja mit 110,4 km² Grundfläche mit 758 Einwohnern (Stand 30. Juni 2011). Dies ergibt eine Bevölkerungsdichte von 6,9 Einwohnern/km². Albernoa wird vom Schriftsteller José Saramago in seinem Buch Viagem a Portugal (die portugiesische Reise) erwähnt.
Albernoa ist ein arabischer Name und wäre Kernland zu übersetzen. In dieser Gegend gab es schon eine Ortschaft mit Bevölkerung zu Beginn der christlichen Zurückeroberung im 13. Jahrhundert unter dem König D. Sancho II.
Am 29. September 2013 wurden die Gemeinden Albernoa und Trindade zur neuen Gemeinde União das Freguesias de Albernoa e Trindade zusammengeschlossen. Albernoa ist Sitz dieser neu gebildeten Gemeinde.